# Saad Mubarak Ali
Saad Hamada Mubarak Ali (arab. ‏سعد حمادة مبارك علي‎; ur. 18 września 1960)  – bahrajński lekkoatleta specjalizujący się w biegach długodystansowych. Brał udział w maratonie na Letnich Igrzyskach Olimpijskich w 1992.

## Rezultaty
| Rok  | Impreza                     | Miejsce   | Konkurencja | Lokata      | Wynik   |
| ---- | --------------------------- | --------- | ----------- | ----------- | ------- |
| 1992 | Letnie Igrzyska Olimpijskie | Barcelona | maraton     | 79. miejsce | 2:39:19 |